# Incendio de Ancud de 1879
El incendio de Ancud de 1879 fue un siniestro ocurrido el 15 de febrero de dicho año que afectó el centro de esa ciudad en la provincia de Chiloé (Chile).
Es considerado el mayor incendio urbano de Ancud ocurrido durante el siglo XIX, y está incluido dentro de las mayores catástrofes del país en dicho periodo. Las llamas consumieron la mayor parte de la ciudad, incluyendo todos los inmuebles que concentraban el comercio local, edificios públicos, la catedral y alrededor de 500 viviendas.
Fue precedido por otro de gran envergadura registrado el 24 de mayo de 1859, que arrasó con alrededor de diez manzanas, incluyendo la catedral.